# Female (film, 1933)
Pour les articles homonymes, voir Female (homonymie).
Pour plus de détails, voir Fiche technique et Distribution.
Female est un film américain réalisé par Michael Curtiz (William Dieterle et William A. Wellman non crédités) en 1933.

## Synopsis
Alison Drake dirige d'une main de fer une grande entreprise automobile, la drake general motors, qu'elle a héritée de son père. Lassée d'être sans cesse courtisée pour son argent et non sa personne, elle s'amuse à inviter des employés de l'entreprise à diner en tête à tête, puis dans son lit, avant de les rejeter le lendemain. À la suite d'une soirée mondaine où elle est une fois de plus courtisée par tous, elle décide de sortir incognito et de se fondre dans la masse d'une fête foraine. Elle y rencontre un homme très séduisant Jim Thorne, qu'elle retrouve dans son usine le lendemain et qui n'est autre que l'ingénieur qui doit sauver l'entreprise de la faillite.

## Fiche technique
- Titre : Female
- Titre original : Female
- Réalisation : Michael Curtiz, William Dieterle et William A. Wellman (ces deux derniers non crédités)
- Scénario : Donald Henderson Clarke, Gene Markey et Kathryn Scola
- Dialogues : Stanley Logan (non crédité)
- Image : Sidney Hickox
- Direction artistique : Jack Okey
- Montage : Jack Killifer
- Costumes : Orry-Kelly
- Société de production : First National Pictures
- Société de distribution : Warner Bros.
- Durée : 60 minutes
- Pays de production :  États-Unis
- Date de sortie : 1933

## Distribution
- Ruth Chatterton : Alison Drake
- George Brent : Jim Thorne
- Lois Wilson : Harriet Brown
- Johnny Mack Brown : George P. Cooper
- Ruth Donnelly : Mlle Frothingham
- Ferdinand Gottschalk : Pettigrew
- Phillip Reed : Freddie Claybourne
- Gavin Gordon : Briggs
- Kenneth Thomson : Red, un danseur, partenaire d'Alison à la fête
- Huey White : Puggy, le chauffeur d'Alison
- Douglas Dumbrille : George Mumford
- Spencer Charters : Tom, un portier

Et, parmi les acteurs non crédités :
- Edmund Burns : Le secrétaire d'Alison
- Joseph Crehan : Le lieutenant de police
- Robert Greig : James, le majordome d'Alison
- Jean Muir : Mlle Joyce, la secrétaire de Jim
- Rafaela Ottiano : Della, la servante d'Alison
- Willard Robertson : Un chef de service
- Larry Steers : Un membre du conseil d'administration
- Walter Walker : Jarratt
- Charles C. Wilson : Le détective Falihee